# Rajd Świdnicki 2023

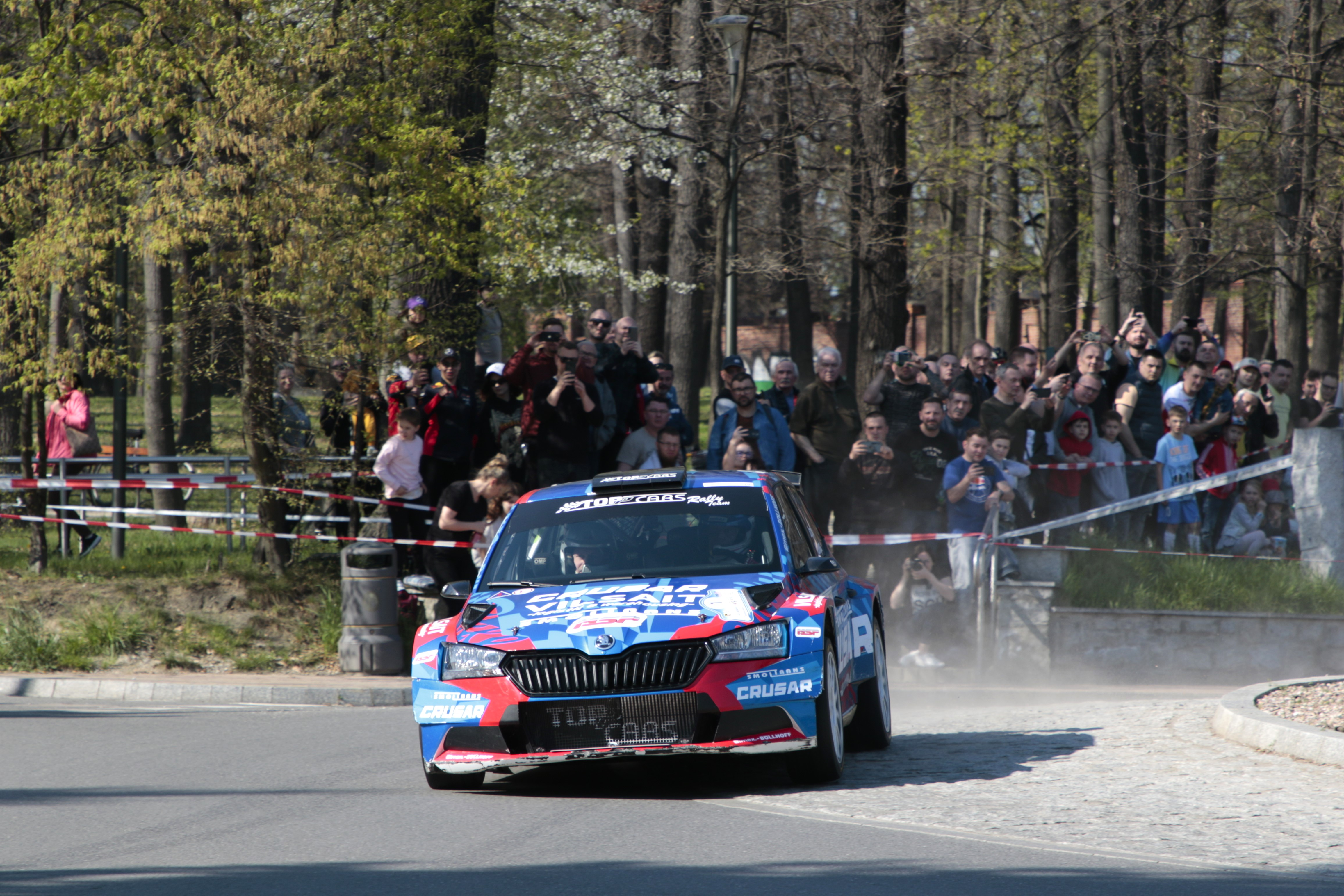
Zwycięzca rajdu Grzegorz Grzyb

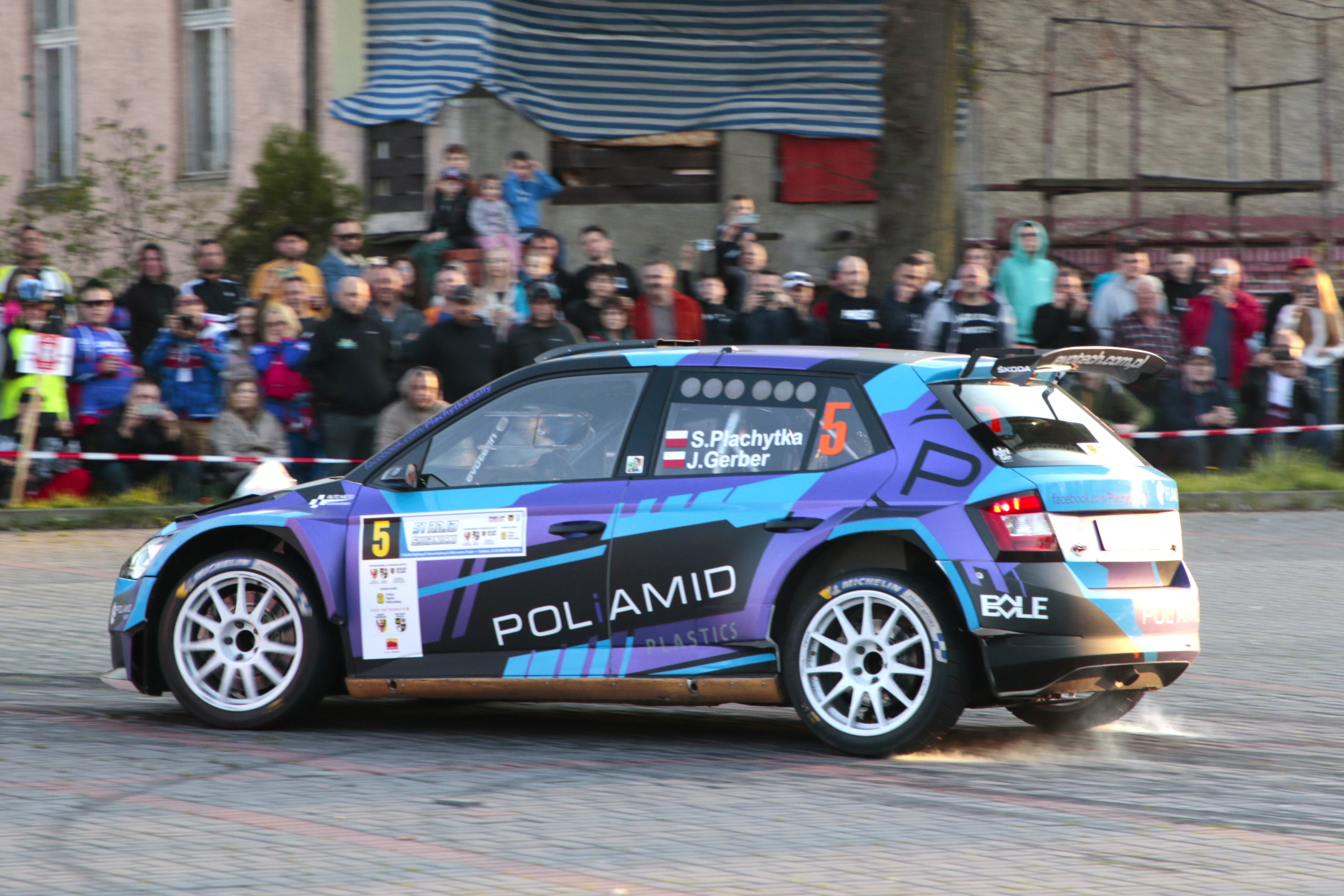
Najlepszy zawodnik Power Stage - Sylwester Płachytka - podczas przejazdu 4 odcinka specjalnego Rajd Świdnickiego w roku 2023

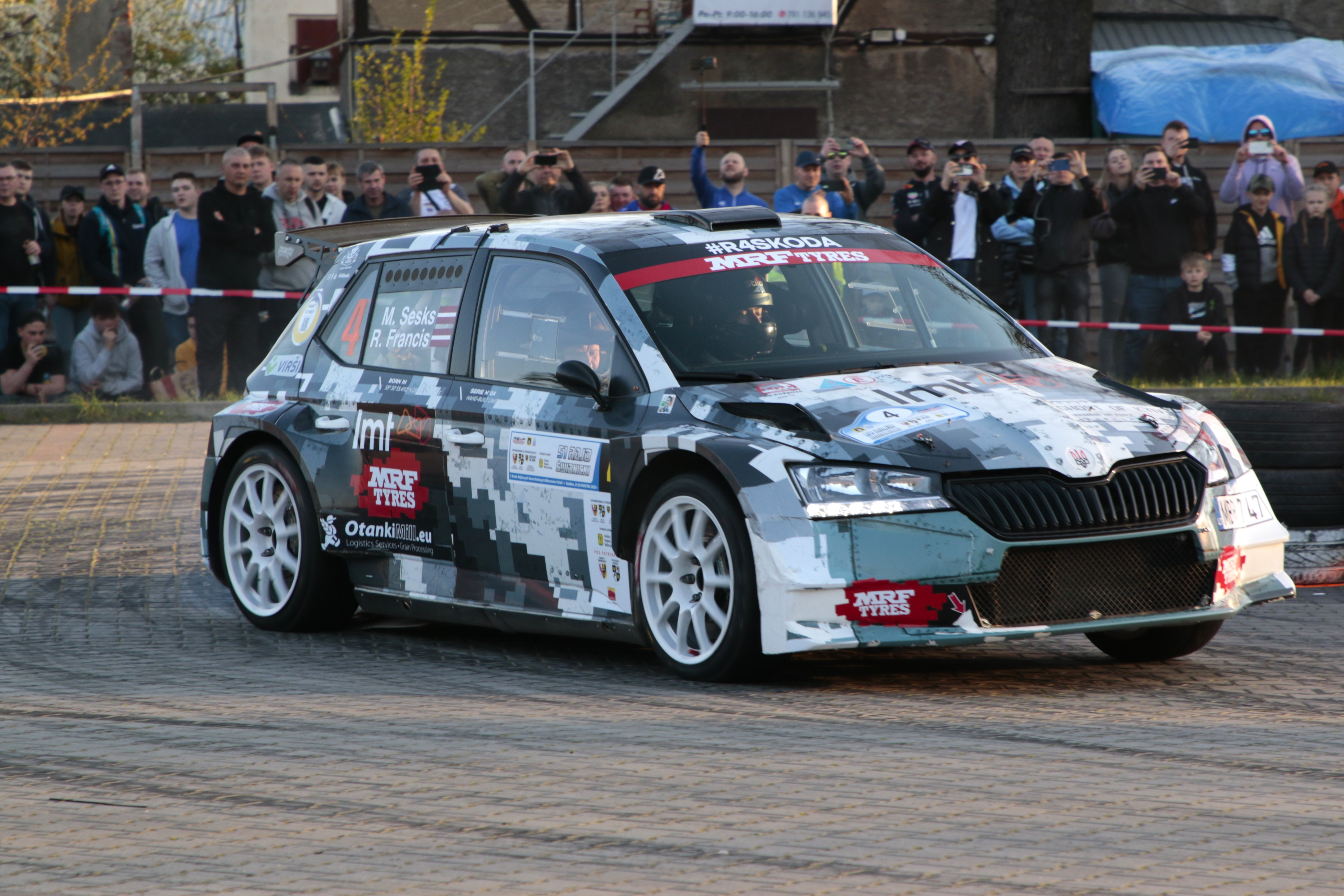
Debiutujący w Rajdzie Świdnickim Łotysz Mārtiņš Sesks zajął 3 miejsce

51. Rajd Świdnicki – 51. edycja Rajdu Świdnickiego. To rajd samochodowy, który został rozegrany w dniach 21–23 kwietnia 2023 roku. Bazą rajdu było miasto Świdnica. Była to pierwsza runda rajdowych samochodowych mistrzostw Polski w roku 2023.
Pierwszą rundę RSMP wygrał Grzegorz Grzyb kierujący samochodem Škoda Fabia Rally2 evo, Grzyb wygrał 6 z 13 odcinków specjalnych, była to jego piąta wygrana Rajdu Świdnickiego w karierze. Drugie miejsce zajął Sylwester Płachytka, trzecie debiutujący w tym rajdzie Łotysz Martins Seks.

## Lista zgłoszeń
Poniższa lista spośród 65 zgłoszonych zawodników obejmuje tylko zawodników startujących w najwyższej klasie 2, samochodami grupy Rally 2.
| Nr | Kierowca            | Pilot              | Samochód               | Klasa    |
| -- | ------------------- | ------------------ | ---------------------- | -------- |
| 1  | Grzegorz Grzyb      | Adam Binięda       | Škoda Fabia Rally2 evo | 2 Poland |
| 2  | Maciej Lubiak       | Grzegorz Dachowski | Škoda Fabia Rally2 evo | 2 Poland |
| 3  | Łukasz Byśkiniewicz | Daniel Siatkowski  | Škoda Fabia Rally2 evo | 2 Poland |
| 4  | Mārtiņš Sesks       | Renārs Francis     | Škoda Fabia Rally2-Kit | 2 Poland |
| 5  | Sylwester Płachytka | Jakub Gerber       | Škoda Fabia Rally2 evo | 2 Poland |
| 6  | Rafał Kwiatkowski   | Kamil Kozdroń      | Škoda Fabia Rally2 evo | 2 Poland |
| 7  | Jarosław Szeja      | Marcin Szeja       | Hyundai i20 R5         | 2 Poland |
| 8  | Dariusz Poloński    | Łukasz Sitek       | Volkswagen Polo GTI R5 | 2 Poland |
| 9  | Michał Tochowicz    | Piotr Białowąs     | Citroën C3 Rally2      | 2 Poland |
| 10 | Łukasz Kotarba      | Tomasz Kotarba     | Citroën C3 Rally2      | 2 Poland |
| 11 | Jarosław Kołtun     | Ireneusz Pleskot   | Ford Fiesta Rally2     | 2 Poland |
| 12 | Aleksander Terlecki | Michał Marczewski  | Škoda Fabia Rally2 evo | 2 Poland |
| 14 | Marek Temple        | Paweł Daniec       | Citroën DS3 R5         | 2        |

## Zwycięzcy odcinków specjalnych[3]
| Dzień       | Numer odcinka | Nazwa odcinka                                  | Długość  | Zwycięzca odcinka   | Samochód               | Czas   | Lider rajdu         |
| ----------- | ------------- | ---------------------------------------------- | -------- | ------------------- | ---------------------- | ------ | ------------------- |
| 22 kwietnia | OS1           | Świdnica 1 – Fundusz Regionu Wałbrzyskiego     | 3.10 km  | Sylwester Płachytka | Škoda Fabia Rally2 evo | 1:57.0 | Sylwester Płachytka |
| 22 kwietnia | OS2           | Świdnica - Dziećmorowice - Puchar Dziećmorowic | 12.40 km | Grzegorz Grzyb      | Škoda Fabia Rally2 evo | 6:35.3 | Sylwester Płachytka |
| 22 kwietnia | OS3           | Walim - Rościszów                              | 8.85 km  | Grzegorz Grzyb      | Škoda Fabia Rally2 evo | 4:34.5 | Grzegorz Grzyb      |
| 22 kwietnia | OS4           | Świdnica 2 – Fundusz Regionu Wałbrzyskiego     | 3.10 km  | Jarosław Szeja      | Hyundai i20 R5         | 1:55.0 | Grzegorz Grzyb      |
| 23 kwietnia | OS5           | Ludwikowice – Kamionki 1                       | 14,10 km | Grzegorz Grzyb      | Škoda Fabia Rally2 evo | 6:54.1 | Grzegorz Grzyb      |
| 23 kwietnia | OS6           | Rościszów – Walim 1                            | 8,45 km  | Jarosław Szeja      | Hyundai i20 R5         | 4:37.7 | Grzegorz Grzyb      |
| 23 kwietnia | OS7           | Dziećmorowice - Świdnica 1                     | 12.50 km | Grzegorz Grzyb      | Škoda Fabia Rally2 evo | 6:30.3 | Grzegorz Grzyb      |
| 23 kwietnia | OS8           | Ludwikowice – Kamionki 2                       | 14,10 km | Grzegorz Grzyb      | Škoda Fabia Rally2 evo | 6:47.8 | Grzegorz Grzyb      |
| 23 kwietnia | OS9           | Rościszów – Walim 2                            | 8,45 km  | Łukasz Byśkiniewicz | Škoda Fabia Rally2 evo | 4:37.1 | Grzegorz Grzyb      |
| 23 kwietnia | OS10          | Dziećmorowice - Świdnica 1                     | 12.50 km | Sylwester Płachytka | Škoda Fabia Rally2 evo | 6:26.1 | Grzegorz Grzyb      |
| 23 kwietnia | OS11          | Ludwikowice – Kamionki 3                       | 14,10 km | Grzegorz Grzyb      | Škoda Fabia Rally2 evo | 7:05.0 | Grzegorz Grzyb      |
| 23 kwietnia | OS12          | Rościszów – Walim 3                            | 8,45 km  | Jarosław Szeja      | Hyundai i20 R5         | 4:44.8 | Grzegorz Grzyb      |
| 23 kwietnia | OS13          | Dziećmorowice - Świdnica 3                     | 12.50 km | Sylwester Płachytka | Škoda Fabia Rally2 evo | 6:31.7 | Grzegorz Grzyb      |

### Power Stage – OS13[4]
| Miejsce | Kierowca            | Pilot             | Samochód               | Czas/strata | Punkty |
| ------- | ------------------- | ----------------- | ---------------------- | ----------- | ------ |
| 1       | Sylwester Płachytka | Jakub Gerber      | Škoda Fabia Rally2 evo | 6:31.7      | 5      |
| 2       | Mārtiņš Sesks       | Renārs Francis    | Škoda Fabia Rally2-Kit | + 3.3       | 4      |
| 3       | Jarosław Szeja      | Marcin Szeja      | Hyundai i20 R5         | +6.0        | 3      |
| 4       | Grzegorz Grzyb      | Adam Binięda      | Škoda Fabia Rally2 evo | +6.6        | 2      |
| 5       | Łukasz Byśkiniewicz | Daniel Siatkowski | Škoda Fabia Rally2 evo | +8.0        | 1      |

## Wyniki końcowe rajdu
W klasyfikacji RSMP dodatkowe punkty przyznawane są za odcinek Power Stage.
| Miejsce                       | Kierowca                      | Pilot                         | Samochód                      | Czas                          | Strata                        | Grupa Klasa                   | Punkty                        |
| Klasyfikacja generalna i RSMP | Klasyfikacja generalna i RSMP | Klasyfikacja generalna i RSMP | Klasyfikacja generalna i RSMP | Klasyfikacja generalna i RSMP | Klasyfikacja generalna i RSMP | Klasyfikacja generalna i RSMP | Klasyfikacja generalna i RSMP |
| ----------------------------- | ----------------------------- | ----------------------------- | ----------------------------- | ----------------------------- | ----------------------------- | ----------------------------- | ----------------------------- |
| 1                             | Grzegorz Grzyb                | Adam Binięda                  | Škoda Fabia Rally2 evo        | 1:09:34.5                     | –                             | 2                             | 30+2                          |
| 2                             | Sylwester Płachytka           | Jakub Gerber                  | Škoda Fabia Rally2 evo        | 1:09:49.3                     | +14.8                         | 2                             | 24+5                          |
| 3                             | Mārtiņš Sesks                 | Renārs Francis                | Škoda Fabia Rally2-Kit        | 1:10:19.6                     | +45.1                         | 2                             | 21+4                          |
| 4                             | Łukasz Byśkiniewicz           | Daniel Siatkowski             | Škoda Fabia Rally2 evo        | 1:10:28.2                     | +53.7                         | 2                             | 19+1                          |
| 5                             | Jarosław Szeja                | Marcin Szeja                  | Hyundai i20 R5                | 1:10:52.7                     | +1:18.2                       | 2                             | 17+3                          |
| 6                             | Piotr Parys                   | Damian Syty                   | Ford Fiesta Rally3            | 1:11:36.7                     | +2:02.2                       | 3                             | 15                            |
| 7                             | Jarosław Kołtun               | Ireneusz Pleskot              | Ford Fiesta Rally2            | 1:11:54.5                     | +2:20.0                       | 2                             | 13                            |
| 8                             | Aleksander Terlecki           | Michał Marczewski             | Škoda Fabia Rally2 evo        | 1:12:30.2                     | +2:55.7                       | 2                             | 11                            |
| 9                             | Rafał Kwiatkowski             | Kamil Kozdroń                 | Škoda Fabia Rally2 evo        | 1:12:31.4                     | +2:56.9                       | 2                             | 9                             |
| 10                            | Jakub Matulka                 | Daniel Dymurski               | Ford Fiesta Rally3            | 1:12:51.5                     | +3:17.0                       | 3                             | 7                             |
| 11                            | Michał Tochowicz              | Piotr Białowąs                | Citroën C3 Rally2             | 1:13:38.3                     | +4:03.8                       | 2                             | 5                             |
| 12                            | Gracjan Predko                | Michał Jurgała                | Peugeot 208 Rally4            | 1:14:52.0                     | +5:17.5                       | 4                             | 4                             |
| 13                            | Grzegorz Bonder               | Kamil Heller                  | Renault Clio Rally4           | 1:14:53.5                     | +5:19.0                       | 4                             | 3                             |
| 14                            | Hubert Kowalczyk              | Jarosław Hryniuk              | Peugeot 208 Rally4            | 1:14:54.6                     | +5:20.1                       | 4                             | 2                             |
| 15                            | Marek Nowak                   | Adrian Sadowski               | Opel Corsa Rally4             | 1:15:18.3                     | +5:43.8                       | 4                             | 1                             |

## Klasyfikacja kierowców RSMP 2023 po 1. rundzie
Punkty otrzymuje 15 pierwszych zawodników, którzy ukończą rajd według klucza:
| Miejsce | 1  | 2  | 3  | 4  | 5  | 6  | 7  | 8  | 9 | 10 | 11 | 12 | 13 | 14 | 15 |
| Punkty  | 30 | 24 | 21 | 19 | 17 | 15 | 13 | 11 | 9 | 7  | 5  | 4  | 3  | 2  | 1  |

Dodatkowe punkty zawodnicy zdobywają za ostatni odcinek specjalny zwany Power Stage, punktowany: za zwycięstwo – 5, drugie miejsce – 4, trzecie – 3, czwarte – 2 i piąte – 1 punkt.
| Miejsce | 1 | 2 | 3 | 4 | 5 |
| Punkty  | 5 | 4 | 3 | 2 | 1 |

W tabeli uwzględniono miejsce, które zajął zawodnik w poszczególnym rajdzie, a w indeksie górnym umieszczono miejsce zajęte na ostatnim, dodatkowo punktowanym odcinku specjalnym tzw. Power Stage.
| Poz. | Kierowca            | Świdnicki | Polski | Podlaski | Małopolski | Rzeszowski | Śląska | Wisły | Suma punktów |
| ---- | ------------------- | --------- | ------ | -------- | ---------- | ---------- | ------ | ----- | ------------ |
| 1    | Grzegorz Grzyb      | 14        |        |          |            |            |        |       | 32           |
| 2    | Sylwester Płachytka | 21        |        |          |            |            |        |       | 29           |
| 3    | Mārtiņš Sesks       | 32        |        |          |            |            |        |       | 25           |
| 4    | Łukasz Byśkiniewicz | 45        |        |          |            |            |        |       | 20           |
| 5    | Jarosław Szeja      | 53        |        |          |            |            |        |       | 20           |
| 6    | Piotr Parys         | 6         |        |          |            |            |        |       | 15           |
| 7    | Jarosław Kołtun     | 7         |        |          |            |            |        |       | 13           |
| 8    | Aleksander Terlecki | 8         |        |          |            |            |        |       | 11           |
| 9    | Rafał Kwiatkowski   | 9         |        |          |            |            |        |       | 9            |
| 10   | Jakub Matulka       | 10        |        |          |            |            |        |       | 7            |
| 11   | Michał Tochowicz    | 11        |        |          |            |            |        |       | 5            |
| 12   | Gracjan Predko      | 12        |        |          |            |            |        |       | 4            |
| 13   | Grzegorz Bonder     | 13        |        |          |            |            |        |       | 3            |
| 14   | Hubert Kowalczyk    | 14        |        |          |            |            |        |       | 2            |
| 15   | Marek Nowak         | 15        |        |          |            |            |        |       | 1            |
| Poz. | Kierowca            | Świdnicki | Polski | Podlaski | Małopolski | Rzeszowski | Śląska | Wisły | Suma punktów |